# Cambarus georgiae
Cambarus georgiae е вид ракообразно от семейство Cambaridae. Видът не е застрашен от изчезване.

## Разпространение и местообитание
Разпространен е в САЩ (Джорджия и Северна Каролина).
Обитава пясъчните дъна на сладководни басейни, реки и потоци.